# Шепелёвский маяк
Шепелёвский маяк — маяк, расположенный на южном берегу Финского залива на Шепелёвском мысе небольшого полуострова Гора-Валдай, что в полутора километрах к северо-западу от деревни Шепелёво (в стороне Соснового Бора).

## История
Фонарное сооружение изготовлено во Франции в 1910 г., а сам маяк представляет собою круглую кирпичную башню высотой 38 м, выкрашенную горизонтальными красными и белыми полосами. На вершине башни находится чёрного цвета галерея и фонарь. Фокальная плоскость маяка — на высоте 37 м. Даёт 2 долгих вспышки через каждые 16 сек., цвет которых (красный или белый) зависит от направления движения к маяку.
Рядом с маяком установлена радиобашня, которая примерно вдвое выше него, и располагаются здания сопутствующих служб. Территория закрыта для осмотра.

Малая дорога жизни

В зимний период 1941—42 гг. и 1943—44 гг. был начальным пунктом ледовой автомобильной дороги Шепелёвский маяк — о. Сескар — о. Малый — о. Лавенсаари протяжённостью 71 км.
По результатам состоявшегося 11 - 13 апреля 1983 года в Ленинграде (ныне Санкт-Петербург) Межведомственного совещания по вопросу “Состояние наблюдений за уровнем моря и проблема Кронштадтского футштока”. В связи с предстоящим строительством гидротехнического комплекса защиты Ленинграда от наводнений. Было принято решении о создании дублеров в Кронштадте, Ломоносове (на основе репера № 6521 и маяка Шепелевский). Наблюдения на Шепелевском синхронизированы с наблюдениями на уровнемерных постах в Кронштадте и Ломоносове и регулярно проводятся с 1 ноября 1987 года.
С января 2010 года развернута и находится в штатной эксплуатации МДПС Финского залива (маяк Шепелевский) работающая в режиме Real Time Kinematic.

## Галерея

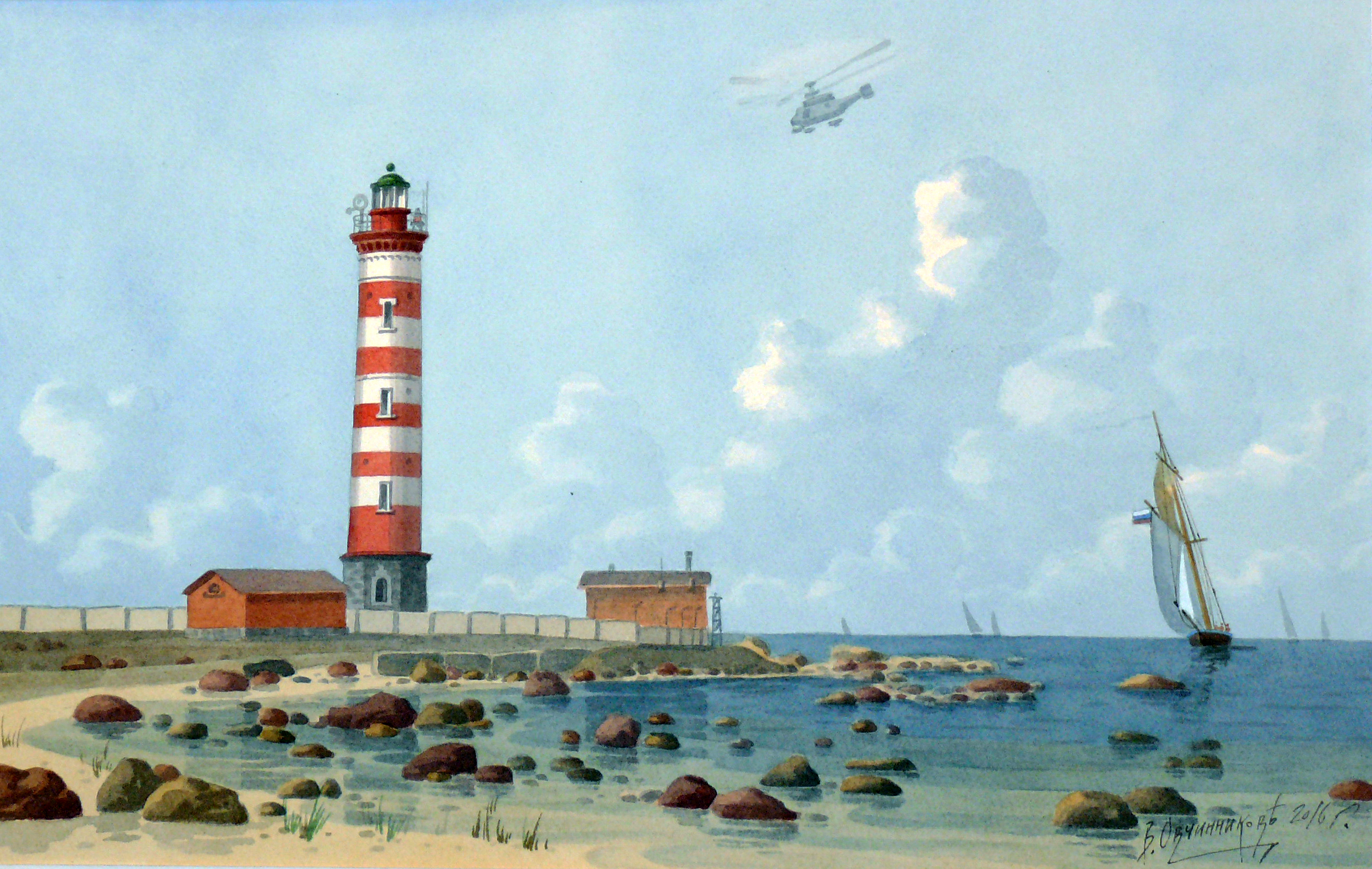
Картина «Маяк Шепелёвский»